# Найче
Вождь Найче (1857—1919) — последний наследственный вождь племени чирикауа из группы апачских народов.

## Биография
Имя «Найче» переводится с апачского как «непоседа» или «нарушитель спокойствия». Встречаются варианты написания: Nache, Nachi или Natchez.
Младший сын вождя Кочиза и его жены Дос-те-се (Dos-teh-seh, 1813 г.р.). Его старший брат — Тазай.
Современники описывали Найче как высокого (около 185 см), статного мужчины с благородной осанкой, что подчеркивало его «царское» происхождение как сына Кочиза (лидера группы чихуикауи племени чоконен) и Дос-те-се, дочери великого вождя мангас-колорадас из племени мимбреньо.
Имел трёх жён (Хаозинне, Э-Кла-хе и На-де-йоле) и четырнадцать детей.

## Военная деятельность
После смерти отца в 1874 году вождём стал старший брат Найче — Таза, но через два года он умер, и руководство перешло к Найче. В 1880-х вместе с Джеронимо они вели успешные боевые действия против американских войск.
В 1880 году Найче ушёл в Мексику с отрядом Джеронимо, чтобы избежать насильственного переселения в резервацию Сан-Карлос (Аризона). Сдался властям в 1883 году, но в 1885-м снова бежал в Мексику.
Как официальный лидер последней группы непокорных апачей, Найче вместе с Джеронимо сдался генералу Нельсону Майлзу в 1886 году.

## Жизнь в резервации
Находясь в заключении в форте Марион, Найче и другие апачи просили вернуть их в Аризону. Вместо этого кайова и команчи предложили разделить с чирикауа свои резервации в Оклахоме. В 1894 году Найче и 295 соплеменников были переселены в Форт-Силл, где образовали племя форт-силлских апачей. В 1913 году переехал в резервацию мескалеро (Нью-Мексико).

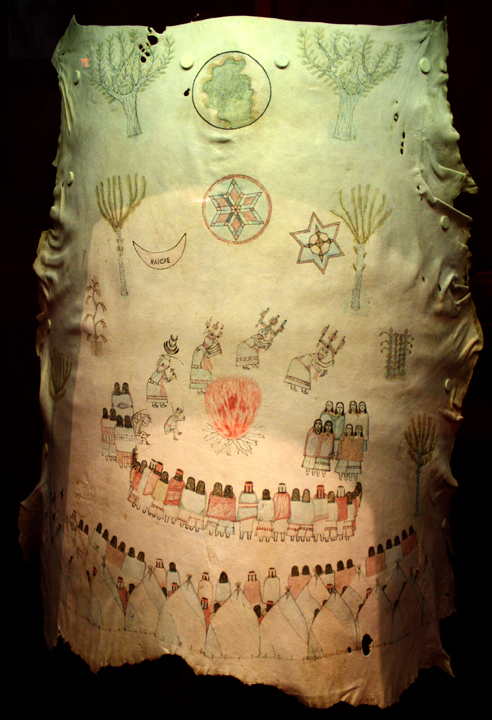
Работа Найче — роспись по оленьей шкуре

Найче прославился как выдающийся художник своего времени. Он создавал цветные изображения на оленьих шкурах, изображая цветы, оленей, других животных, индеек и природные объекты. Также вырезал и раскрашивал деревянные трости.

## Смерть
Умер от гриппа 16 марта 1919 года в Мескалеро, Нью-Мексико.

## В культуре
Найче является одним из главных персонажей романа Крик орлов Уильяма Джонстона, где изображён ведущим отряд апачей в войне против белых поселенцев. В финале книги герой убивает Найче.
В фильме Дугласа Сирка Таза, сын Кочиза роль Найче исполнил Рекс Ризон.
Под именем «Вождь Начез» персонаж появился в 22 эпизоде 6 сезона сериала Легенда о Уайатте Эрпе (1961), где его сыграл Джордж Кеймас.